# سرخه‌دره
سرخه دره روستایی از توابع بخش آسارا شهرستان کرج در استان البرز ایران است. مردم سرخه‌ده مانند دیگر روستاها به زبان تاتی صحبت می‌کنند.

## جمعیت
این روستا در دهستان نسا قرار دارد و براساس سرشماری مرکز آمار ایران در سال ۱۳۸۵، جمعیت آن ۲۲۸ نفر (۶۷خانوار) بوده‌است.